# Papá al rescate
Papá al rescate es una película de comedia dramática chilena-argentina de 2023 dirigida por Marcos Carnevale, escrita por Sebastián Freund & Rodrigo Muñoz, y protagonizada por Benjamín Vicuña y Jorge Zabaleta. Se estrenó el 5 de enero de 2023 en cines chilenos.

## Sinopsis
Justo una semana antes de casarse y celebrar su matrimonio igualitario, Nico (Benjamín Vicuña) recibe una carta que lo obliga a enfrentarse a su secreto mejor guardado: es el padre de Lulú, una niña de siete años que apenas conoció al nacer. Tras la muerte de su madre, Lulú ha estado viviendo en un hogar en Argentina y Nico solo tiene tres días para recuperarla antes de que la den en adopción. Sin saber qué hacer, Nico decide confiar en su prometido y emprende un viaje desde Chile con sus amigos más cercanos para rescatar a Lulú.

## Elenco
El elenco se conforma por:
- Benjamín Vicuña como Nicolás
- Jorge Zabaleta como Raimundo
- Fernando Larraín como Fernando
- Rodrigo Muñoz como Chico
- Laurita Fernández como Marina
- Johanna Francella como Laura
- Nayaraq Guevara como Lulú
- Silvina Quintanilla como Hermana Clara
- Alejandra Vega como Ester
- Claudia Pérez como Rosa
- Ignacia Sepúlveda como Clara
- Francisco Saavedra como Nacho

## Producción
El rodaje principal de la película comenzó el 22 de marzo de 2022 y finalizó el 21 de abril del mismo año en las localidades de Mendoza, Luján de Cuyo, Las Heras, Uspallata y Maipú, todas en la provincia de Mendoza, Argentina, como también en Chile.

## Recepción
En su primer mes, la película fue vista entre 200 000 y 250 000 espectadores en los cines chilenos.